# Homeobox

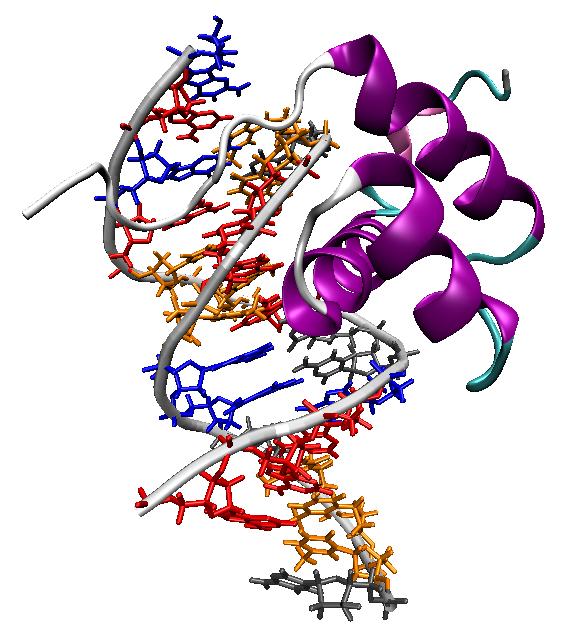
Tato homeodoména vznikla přepsáním jistého homeoboxového genu a teď se navázala na DNA

Homeobox („homeo“–stejný, pochází z výrazu homeóza, „box“–oblast) je specifická sekvence DNA dlouhá asi 180 nukleových bází, která se nachází na kraji některých genů. Tyto geny, jež homeobox obsahují, se označují jako homeoboxové geny (neplést s Hox geny, které jsou podmnožinou homeoboxových genů). Homeobox (který má vzhledem k počtu bází logicky 59 aminokyselin) je schopen se po své translaci navázat jako tzv. homeodoména
na DNA a fungovat jako transkripční faktory. Jindy se homeodomény vážou na samotnou mRNA a regulují její translaci.

## Homeoboxové geny
Homeoboxové geny jsou obrovskou a různorodou skupinou, která se obvykle dělí na dvě fundamentální linie, AntP a PRD. K známým genovým rodinám, jež obsahují homeobox, patří:
- Hox geny – z linie AntP; určuje hlavní tělní osy
- ParaHox geny – z linie AntP; geny příbuzné Hox genům
- Pax geny – z linie PRD; např. pro vývoj hmyzího oka
- tinman – důležité pro vývoj srdce atp.

U rostlin jsou obdobou MADS-box geny řídící vývoj květin.